# 大邱サムスン・ライオンズ・パーク
大邱サムスン・ライオンズ・パーク（テグサムスン・ライオンズ・パーク、대구 삼성 라이온즈 파크、Daegu Samsung Lions Park）は、韓国の大邱広域市壽城区野球伝説路1にある野球場。同市をホームタウンとするKBOリーグ・サムスン・ライオンズの本拠地。韓国を代表する野球場で、29,178人の収容人数は韓国の野球場としては最多である。2016年、韓国野球界のボールパーク建設ブーム最中に開場。韓国の野球場としては初めての八角ダイヤモンド型を採用し、多くの観客席を設置することを可能とした。またどのコンコースからも選手のプレーがよく観られ、観客と選手の距離感の近さにも配慮して設計されている。多くのユニークな客席が設置され、従来よりも多様な観戦スタイルを創出できる造りとなっている。

## 概要
サムスン・ライオンズは1982年の球団創設以来、大邱市民運動場野球場を使用し続けてきた。しかしこの球場は1948年開場と古く、スタンドを支える鉄骨にひびが見つかるなど老朽化が激しくなっていた。そこで大邱広域市とライオンズの親会社であるサムスングループが共同出資して新球場を建設することとなり、2012年12月に着工。2016年3月に完成・開場し、3月19日、サムスン・ライオンズOBチームと芸能人野球チームの試合が初の野球開催となった。サムスン・ライオンズは同年から本球場をホームスタジアムとして使用し、4月1日、初のプロ野球公式戦として斗山ベアーズとのレギュラーシーズン開幕戦が開催された。
2017年7月15日、初めてプロ野球オールスター戦が開催された。

## 施設
大リーグ、フィラデルフィア・フィリーズの本拠地であるシチズンズ・バンク・パークを参考に設計されており、韓国の野球場としては初めての八角ダイヤモンド型を採用し、多くの観客席を設置することを可能とした。内外野フェンスは同じくシカゴ・ホワイトソックスの旧本拠地のコミスキー・パークの様に一直線となっている。球場のコンセプトは「コンパクト」であり、観客とプレイヤーの距離を短くする事でプレイの熱気を感じやすくさせようとする意図がある。その為かファウルグラウンドは極端に狭く、ファウルラインから観客席の一番近い場所まで5mしかない。
スタンドは内野席に関しては2階席も設置しており、2015年までの本拠地だった大邱市民運動場野球場の収容人数約14,000人の倍以上となる約29,000人の収容が可能。ただし1塁側（ビジター側）は2階席が少なく、代わりにプレミアムシートが設置される。内野ベンチ横には「エキサイティングゾーン」と名付けられたフィールドシートも設置される他、独立したスカイボックスとバーベキュー席、ファミリー席、芝生席、サポーターズ席、ティーフロア、砂遊びゾーンなど、11のテーマで構成された5000席のイベント席が配置されている。
通路はオープンコンコース式に設計されており、されに大型モニターがコンコース内の至る所に設置されており、観客が試合中にトイレや売店などに行く際も試合を観戦できるようになっている。
本塁は南西に位置しているが、これは内野スタンドの観客を東北方向を向けることで、観戦の際に日差しが目に入らないよう配慮されたためである。また内野スタンドの日陰は最大限確保されている。
スコアボードはライトスタンド後方に高さ20.4m、幅36メートルの全面表示式の大型映像装置を設置。形状はダイヤモンドを模している。
ダッグアウトの割り振りは、西日がきついなどの理由で大邱市民運動場野球場と同様にホームチームのサムスンが3塁側を使用する。

## 交通アクセス
- 大邱都市鉄道公社2号線・寿城アルファシティ駅5番出口より50m。